# Tomoka Sato
Tomoka Sato (22 de agosto de 2001) es una deportista japonesa que compite en natación sincronizada. Ganó nueve medallas en el Campeonato Mundial de Natación entre los años 2022 y 2025.

## Palmarés internacional
| Campeonato Mundial | Campeonato Mundial  | Campeonato Mundial | Campeonato Mundial |
| Año                | Lugar               | Medalla            | Prueba             |
| ------------------ | ------------------- | ------------------ | ------------------ |
| 2022               | Budapest (Hungría)  | Medalla de plata   | Dúo técnico mixto  |
| 2022               | Budapest (Hungría)  | Medalla de plata   | Dúo libre mixto    |
| 2022               | Budapest (Hungría)  | Medalla de plata   | Equipo técnico     |
| 2022               | Budapest (Hungría)  | Medalla de bronce  | Equipo libre       |
| 2023               | Fukuoka (Japón)     | Medalla de oro     | Dúo técnico mixto  |
| 2023               | Fukuoka (Japón)     | Medalla de bronce  | Rutina acrobática  |
| 2024               | Doha (Catar)        | Medalla de plata   | Equipo libre       |
| 2024               | Doha (Catar)        | Medalla de bronce  | Equipo técnico     |
| 2025               | Singapur (Singapur) | Medalla de plata   | Equipo libre       |